# Tecla van Diepholt
Tecla van Diepholt (* um 1547; † 12. Dezember 1611) war eine ostfriesische Häuptlingstochter und spätere Ehefrau von Häuptling Snelger Beninga. Ein von ihr 1595 von einem unbekannten Künstler gefertigtes Porträt gilt als kulturhistorisch bedeutsam.

## Leben
Tecla war die Tochter von Jost und Moetke van Diepholt, die aus dem Hause Cirksena stammte. Moetkes Vater war Rudolf Cirksena, Sohn des Uko Cirksena, einem Bruder von Edzard dem Großen. Tecla hatte noch sieben Geschwister. Über die Kindheit von Tecla ist nichts bekannt. Um 1567 heiratete sie Snelger Beninga, den Häuptling zu Grimersum. Dieser war ein legitimierter Sohn von Eggerik Beninga und seiner Konkubine Anna Feertmans. Mit ihrem Mann lebte Tecla auf der Burg Grimersum. Das Paar hatte zwei Kinder. Um 1580 starb Snelger. Er wurde neben seinem Vater in der Kirche zu Grimersum begraben.

## Das Gemälde der Tecla van Diepholt
Ein von einem unbekannten Künstler 1595 gefertigtes Porträt gilt als kulturhistorisch bedeutsam, da es eines der wenigen originalen Porträts aus der späten Häuptlingszeit ist. 2021 entdeckte der Historiker und Archivar Redmer Alma es auf einer Versteigerungsplattform im Internet und informierte den Vorstand der Gesellschaft für bildende Kunst und vaterländische Altertümer zu Emden, die das Renaissanceporträt trotz seines schlechten Erhaltungszustandes kaufte. Auf dem Bild ist Tecla mit einem schwarzen Gewand, einem weißen Schal, einer Halskrause, sowie einer Flügelhaube und mit Armbändern bekleidet. In den Händen hält sie ein kleines Buch, wohl ein Andachtsbuch. Am oberen linken und rechten Bildrand sind die Wappen der Familien van Diepholt und Cirksena abgebildet. Das Gemälde ist nicht signiert, aber auf das Jahr 1595 datiert. Da es eine Altersangabe der Abgebildeten enthält („aetatis suae 48“= in ihrem 48. Lebensjahr), wurde Teclas Geburtsjahr auf um 1547 datiert. Die Kuratorin der Gemäldeabteilung im Ostfriesischen Landesmuseum, Annette Kanzenbach, vermutet, dass ein niederländischer Maler das Werk geschaffen hat.